# Lee Jung-shin
Lee Jung-shin (Goyang, Gyeonggi; 15 de septiembre de 1991) es un bajista, cantante, rapero, actor y modelo surcoreano. Es el bajista de la banda de rock CNBLUE, quienes debutaron en 2009 en Corea del Sur. Debutó actoralmente en el año 2012 con My Husband Got a Family, un cameo y posteriormente en Seoyoung My Daughter como Kang Sung-jae. Es miembro del grupo CNBLUE.

## Biografía
Lee Jung Shin nació en 1991 en Seúl. Su familia vive en Ilsan y está compuesta por sus padres y su hermano mayor, terminó la secundaria en la Escuela Secundaria Jung Bal en Ilsan, Corea del Sur.

### Servicio militar
Lee inició su servicio militar obligatorio el 31 de julio de 2018. Lee finalizó su entrenamineto básico militar el 5 de septiembre de 2018.

## Carrera
Es miembro de la agencia "FNC Entertainment". En octubre de 2020 se anunció que había renovado su contrato con la agencia.
Jung Shin entrenó bajo el sello de la FNC en 2009, y en septiembre de ese año se unió a CNBLUE como bajista, reemplazando Kwon Kwang Jin quien dejó la banda poco después del debut. Aparte de ser el bajista, también canta partes de rap y hace coros en la banda. Es el miembro más joven de CNBLUE, así como el más alto, situándose en 188 cm.

### 2010-presente: Modelaje, actuación y MC

#### Modelo
Modeló para el diseñador de moda Song Hye Myung en su "Colección Seúl 2010".
En 2011, fue elegido para ser un modelo de pasarela para el desfile de moda Paseo de Seúl, esta vez con el diseñador de moda Song Ji Oh. Lee se uniría al Men's Fashion Week 2012 en Singapur; sin embargo debido a sus horarios le fue imposible asistir al evento.
También fue el modelo principal en la edición de mayo de la revista Cosmopolitan junto con el modelo Choi Joon Young. En cosmopolita, mostró un cambio de imagen de "chico bueno" para convertirse en un chico malo. También participó en la edición de mayo para la revista Singles en 2012.

#### Actuación
Debutó en el 2012 en el bien recibido drama de la KBS2 My Daughter, Seoyoung (Mi hija Seoyoung) por cuyo desempeño fue elogiado y nominado como mejor actor nuevo. Y desde entonces ha estado activo como actor. 
En 2013 participó en otro drama de la cadena KBS2 The Blade and Petal (La espada y el pétalo)
En 2014 participó en el drama Temptation (Tentación) protagonizada por Choi Ji Woo y Kwon Sang-woo. 
En 2015 actuó como un estudiante que debe tomar el examen de ingreso a la universidad por segunda vez en un drama especial de KBS2 Thank You, My Son (Gracias, hijo mío).
El año 2016 arrancó con su interpretación en Cenicienta y los cuatro caballeros de la cadena TVN, interpretando al tercer nieto de la adinerada familia Kang, un talentoso músico pop, Kang Seo Woo.
Durante el 2017 se unió al elenco del drama My Sassy Girl como el oficial Kang Joon Young.
Su siguiente interpretación se dio en enero de 2018 al estrenarse Longing Heart drama en el que dio vida a un apuesto profesor de matemática que, por una oportunidad accidental, regresa 10 años en el pasado para reescribir la historia de su primer amor.
El 30 de marzo de 2021 se unió al elenco de la serie Summer Guys donde interpretó a Seon Woo-chan, hasta el final de la serie el 28 de abril del mismo año.

#### Presentador (MC)
Desde el 19 de marzo de 2015, fue MC del programa M Countdown, un programa de televisión de música de 90 minutos transmitido por Mnet en vivo todos los jueves 6:00-19:30- (Hora de Corea), junto a Key de SHINee.

## Filmografía

### Series de televisión
| Año  | Título                           | Cadena           | Papel                     |
| ---- | -------------------------------- | ---------------- | ------------------------- |
| 2012 | My Husband Got a Family          | KBS2             | Como el mismo (cameo)     |
| 2012 | Seoyoung, My Daughter            | KBS2             | Kang Sung-jae             |
| 2013 | The Blade and Petal              | KBS2             | Shi-woo                   |
| 2013 | Cheongdam-dong 111               | tvN              | como el mismo             |
| 2014 | Temptation                       | SBS              | Na Hong-gyu               |
| 2015 | Drama Especial Thank You, My Son | KBS2             | Jang Shi-woo              |
| 2015 | The Girl Who Sees Smells         | SBS              | Cameo, Episodio 6         |
| 2016 | Cinderella with Four Knights     | tvN              | Kang Seo-Woo              |
| 2017 | My Sassy Girl                    | SBS              | Kang Joon-young           |
| 2018 | My first Love                    | SBS Plus         | Kang Shin-woo             |
| 2018 | Voice 2                          | OCN              | Lee Jae-il (cameo, ep. 8) |
| 2021 | Summer Guys                      | ABEMA / KT Seezn | Seon Woo-chan             |
| 2022 | Shooting Stars                   | tvN              | Do Soo-hyuk               |

### Shows de variedades
| Año  | Nombre                                       | Cadena   | Notas                                                    |
| ---- | -------------------------------------------- | -------- | -------------------------------------------------------- |
| 2011 | We Got Married                               | MBC      | invitado                                                 |
| 2011 | Strong Heart                                 | SBS      | invitado                                                 |
| 2012 | Hello Counselor                              | KBS      | Ep. 69 - invitado junto a Jung Yong-hwa                  |
| 2012 | Sponge                                       | KBS      | invitado junto a Jung Yong-hwa                           |
| 2012 | Vitamin                                      | KBS      | invitado                                                 |
| 2012 | Star King                                    | KBS      | invitado junto a Jung Yong-hwa                           |
| 2012 | Invincible Youth                             | KBS      | invitado junto a Jung Yong-hwa                           |
| 2013 | Mamma Mia                                    | KBS      | invitado junto a su mamá                                 |
| 2013 | Hello Counselor Episodios 108 y 151          | KBS      | invitado junto a CNBLUE / Bae Suzy                       |
| 2014 | Running Man Episode 186                      | SBS      | invitado junto a los miembros de CNBLUE y Shim Eun-kyung |
| 2014 | MTV The Show MC                              | SBS      | invitado junto a Lizzy                                   |
| 2014 | Hello Counselor (ep 165)                     | KBS      | invitado junto con CNBLUE)                               |
| 2015 | Off to School (ep 30-33)                     | JTBC     | invitado                                                 |
| 2015 | Happy Camp                                   |          | invitado (with JJ Lin) (con miembros de CNBLUE)          |
| 2015 | You Hee-yeol's Sketchbook                    | KBS2     | invitado ep 290 (junto a los otros miembros de CNBLUE )  |
| 2015 | Weekly Idol (ep 218)                         | MBC      | invitado (junto a los otros miembros de CNBLUE )         |
| 2015 | Global Request Show A Song For You 4 (ep 14) | KBS      | invitado (junto a los otros miembros de CNBLUE )         |
| 2015 | Happy Camp                                   | Hunan TV | invitado - junto a CNBLUE                                |

### Apariciones en vídeos musicales
- 2011: 4Minute - "Heart to Heart"

## Discografía

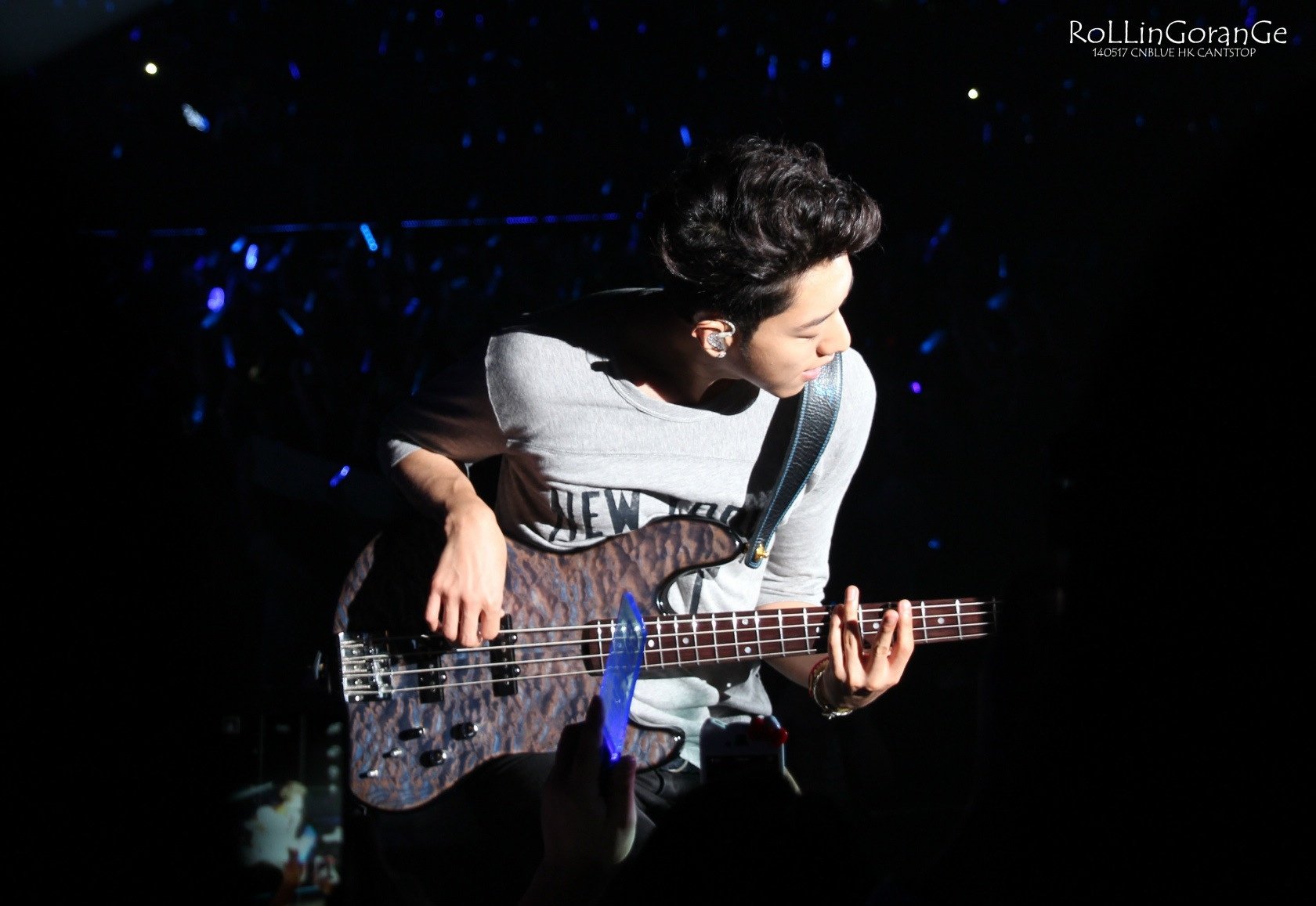
Lee Jung-shin durante el concierto [Can't Stop] en Hong Kong, China el 17 de mayo de 2014.

### Créditos de composición y producción
| Año de lanzamiento | Álbum   | Artista | Canción   | Título            | Álbum      | Álbum | Notas      | Notas         |
| Año de lanzamiento | Álbum   | Artista | Canción   | Título            | Acreditado | Con   | Acreditado | Con           |
| ------------------ | ------- | ------- | --------- | ----------------- | ---------- | ----- | ---------- | ------------- |
| 2015               | Colors  | CNBLUE  | "Daisy"   | FNC Entertainment | Sí         | —     | Sí         | Jung Yong hwa |
| 2015               | 2gether | CNBLUE  | "Control" | FNC Entertainment | Sí         | —     | No         | —             |

## Premios y nominaciones
| Año  | Premio                    | Categoría               | Nominación            | Resultado |
| ---- | ------------------------- | ----------------------- | --------------------- | --------- |
| 2012 | KBS Drama Awards          | Best New Actor          | Seoyoung, My Daughter | Nominado  |
| 2013 | 6th Korea Drama Awards    | Best New Actor          | Seoyoung, My Daughter | Nominado  |
| 2013 | 49th Baeksang Arts Awards | Best New Actor (TV)     | Seoyoung, My Daughter | Nominado  |
| 2013 | 49th Baeksang Arts Awards | Most Popular Actor (TV) | Seoyoung, My Daughter | Nominado  |
| 2015 | 3rd DramaFever Awards     | Best Rising Star        | Temptation            | Ganó      |
| 2017 | SBS Drama Awards          | Best New Actor          | My Sassy Girl         | Nominado  |